# دودلي هارت
دودلي هارت (بالإنجليزية: Dudley Hart) هو لاعب غولف أمريكي، ولد في 6 أغسطس 1969 في روتشستر في الولايات المتحدة.

## وصلات خارجية
- دودلي هارت على موقع رابطة لاعبي الغولف المحترفين (الإنجليزية)
- دودلي هارت على موقع التصنيف العالمي الرسمي للغولف (الإنجليزية)